# Arthrodes xanthopygus
Arthrodes xanthopygus is een hooiwagen uit de familie Gonyleptidae. De wetenschappelijke naam van Arthrodes xanthopygus gaat terug op C.L. Koch, in Hahn & C.L. Koch.